# Козма Лесновски
Козма Лесновски е български духовник, архимандрит и революционер, ръководител на Вътрешната македоно-одринска революционна организация.

## Биография
Роден е през 1852 година в сярското село Кърчово. Става монах на Света гора под името Козма. В 1895 година българската Скопска митрополия го кани да стане игумен на Лесновския манастир и Козма приема. Същевременно заедно с кратовския учител Григор Манасиев архимандрит Козма оглавява революционната дейност на ВМОРО в региона.
В 1897 година, след Винишката афера, е арестуван от османските власти заедно с Йосиф Даскалов и след жестоки мъчения е осъден на заточение и изпратен в Подрум кале.
Георги Трайчев пише:
| „ | Презъ неговото игуменство вратитѣ на Лесновския манастиръ бѣха широко отворени за народнитѣ будители и революционери. И дѣдо Козма е първиятъ бунтовникъ. Ключътъ отъ входната порта на манастира е оставенъ на уговорено мѣсто за революционеритѣ. Така манастирътъ става мѣсто за съзаклятие противъ тираническата турска власть. Монаситѣ само въ манастира сѫ съ расо, вънъ отъ него – съ пушки и бомби. Но това не продължи за много. По доносъ турцитѣ узнаватъ двойствената дейность на Козма и братята около него, и единъ день обкрѫжаватъ манастира и навързаха всичкитѣ монаси на синджири. Въ Скопие ги осѫдиха и ги пратиха на заточение въ Азия. Това бѣ следъ 1895 г. – (Винишката афера). | “ |

След амнистията се завръща в манастира. През 1906 година се разболява и иска от скопския митрополит за отиде на лечение в София. Предполага се, че в края на 1906 или началото на 1907 година заминава за България, където почива в Александровска болница в София на 3 февруари 1907 година.